# Pycnoraceae
Pycnoraceae is een botanische naam voor een monotypische familie van korstmossen behorend tot de orde Lecanorales. Het typegeslacht en enige is Pycnora.